# Eucalyptus longicornis
Eucalyptus longicornis là một loài thực vật có hoa trong Họ Đào kim nương. Loài này được (F.Muell.) Maiden mô tả khoa học đầu tiên năm 1919.